# Mora (Minnesota)
Mora település az Amerikai Egyesült Államok Minnesota államában, Kanabec megyében, melynek megyeszékhelye is. Lakosainak száma 3665 fő (2020. április 1.).

## Népesség
A település népességének változása:

| 2010 | 3 571 |
| 2020 | 3 665 |